# Herpetologie

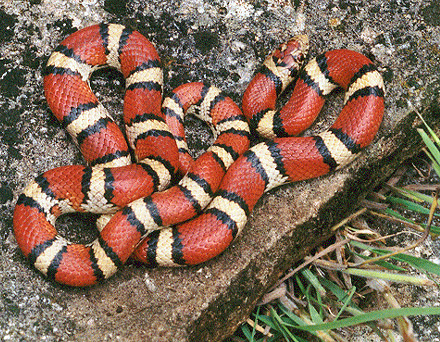
Korálovka sedlatá

Herpetologie (z řec. herpeton lezoucí tvor a -logia nauka, věda) je zoologický vědní obor, který se zabývá studenokrevnými obratlovci, tedy plazy (želvy, krokodýli, šupinatí, hadi a hatérie) a obojživelníky.

## Podřazené obory
Obor Herpetologie zabývající se studiem obojživelníků se nazývá batrachologie.

## Herpetologie v České republice
Herpetologický výzkum v České republice se často zaměřuje na monitorování populací a ochranu ohrožených druhů, stejně jako na ekologii a chování místních druhů. Existují také organizace a instituce, které se zabývají studiem a ochranou těchto živočišných skupin.
Odbornou společností zabývající se herpetologií je Česká herpetologická společnost. Sdružuje profesionální i amatérské pracovníky v oboru herpetologie. Sdružením zájemců o teraristiku a herpetologii je Teraristická společnost Praha.
Mezi významné české herpetology patří:
- prof. RNDr. Zdeněk Vlastimil Špinar, CSc. – paleontolog, specialista na fosilní obojživelníky, zejména žáby;
- RNDr. Václav Gvoždík, Ph.D. – AVČR; v roce 2017 objevil v Kongu krokodýla konžského (Osteolaemus osborni), již popsaný, ale později popřený druh.
- RNDr. Jiří Moravec, CSc. – kurátor sbírky obojživelníků a plazů zoologického oddělení Národního muzea v Praze aj.[1][2]
- RNDr. Jiří Flousek – zoolog věnující se ekologii obratlovců, zejména ptáků a savců.[3]

## Zahraniční herpetologové
Mezi herpetology, kteří se zasloužili o výrobu sér a protijedů zachraňujících život člověka po uštknutí hadem, patří např. Kostarikánec Clodomiro Picado Twight nebo Australan Kevin Budden.

### Popularizace a zábavní činnost
Moderátoři televizní stanice Animal Planet (Jeff Corwin, Steve Irwin, Austin Stevens) Steve Backshall, Nigel Marven.